# Студентська премія миру
Студентська Премія Миру присуджується раз на два роки студенту або студентської організації, яка внесла значний внесок у зміцнення миру, а також у розвиток і підтримку демократії та прав людини.
Премія присуджується від імені студентства Норвегії, під патронажем Секретаріату Студентської Премії Миру (Student Peace Prize Secretariat) у Тронгеймі, очолюваного представниками університетів і коледжів Норвегії. У Номінаційний комітет також входить незалежний Комітет Премії Миру, який присуджує премії.
Церемонія нагородження проводиться в межах Міжнародного студентського фестивалю в Тронгейм (ISFiT).

## Лауреати
- 1999 — ETSSC, студентська організація (Східний Тимор), Антеро Бенедіто да Сілва (Antero Benedito da Silva)[1]
- 2001 — ABFSU, студентська організація (Бірма), Мін Ко Наінг (Min Ko Naing)[2]
- 2003 — ZINASU, студентська організація (Зімбабве)[3]
- 2005 — ACEU, студентська організація (Колумбія)[4]
- 2007 — Чарм Тонг (Charm Tong) (Бірма)[5]
- 2009 — Елкоурія «Рабаб» Амідане (Elkouria «Rabab» Amidane) (Західна Сахара)[6]
- 2011 — Душко Костіч (Хорватія)[7]
- 2013 — Маджід Таваколі (Majid Tavakoli) (Іран)[8]